# Anaksymander

Prawdopodobna wersja mapy Anaksymandranazwy

Anaksymander z Miletu (gr. Ἀναξίμανδρος ὁ Μιλήσιος Anaksimandros ho Milesios, ok. 610–546 p.n.e.) – starogrecki filozof i polityk, jeden z pierwszych jońskich filozofów przyrody, reprezentant szkoły milezyjskiej jako prawdopodobny uczeń Talesa i nauczyciel Anaksymenesa. Podejrzewa się, że był autorem pierwszego w historii ludzkości dzieła filozoficznego, znanego pod tytułem O naturze lub O przyrodzie (stgr. Περὶ φύσεως, Peri physeos).

## Zajęcia i poglądy
Główną kwestią, stanowiącą przedmiot zainteresowania filozofów przyrody było zagadnienie arché, czyli prazasady, determinującej rzeczywistość. Wyraz arché, który znaczył tyle, co początek, zaczął oznaczać, gdy został zastosowany w filozofii – zasadę; uległ analogicznej przemianie, jak później łaciński wyraz „principium”, pierwotnie znaczący tyle, co „początek”, a potem tyle, co „zasada”. Anaksymander, choć podążał drogą wyznaczoną przez swojego poprzednika, Talesa, inaczej rozwiązywał powyższy problem. Twierdził, że zasadę rzeczywistości stanowi apeiron (gr. τὸ ἄπειρον to apeiron od słowa πέρας peras „kres, granica”), czyli bezkres. Tezę tę Anaksymander opierał na następującym rozumowaniu: Wszystko albo jest zasadą, albo pochodzi od zasady. Jednocześnie, nie istnieje zasada nieskończoności, bo nieskończoność jest niedeterminowalna, a zasada determinuje to, czego jest zasadą. Jeżeli nieskończoność nie ma zasady, to z konieczności sama musi zasadę stanowić.
Mechanizm tworzenia świata polegał zaś według niego na wyłanianiu się z apeironu przeciwieństw, takich jak ciepło i zimno, suchość i wilgotność. Wszelkie narodziny oznaczają rozdzielanie się przeciwieństw, zaś każda śmierć to ponowne łączenie się ich w bezkształtnym bezkresie. Anaksymander nieodmiennie wiąże pojęcie rozdzielenia z winą, której w ten sposób dopuszcza się materia, i wprowadza konieczność odpokutowania za nią przez ponowne połączenie się w bezkres. W ten sposób także i nasz świat dosięgnie kiedyś ręka sprawiedliwości i zniknie on w ten sam sposób, w jaki się pojawił. Widoczne są tu wpływy orfizmu i koncepcji metempsychozy.
Anaksymander dopuszczał możliwość istnienia nieskończonej ilości światów, skoro wszystkie powstawały z nieskończonego apeironu. Zajmował się matematyką, geografią oraz astronomią. Zajmował się również „biologią”. Twierdził, że zwierzęta lądowe wywodzą się od zwierząt morskich, a człowiek – z niższych gatunków zwierząt.
Był twórcą pierwszej mapy świata i autorem tezy, że gwiazdy krążą wokół Gwiazdy Polarnej. Był również pierwszym filozofem sugerującym, że powierzchnia Ziemi jest zakrzywiona, oraz że może ona „pływać” w przestrzeni. Według jego teorii Ziemia jest powierzchnią walca zakrzywioną w kierunku północno-południowym.
Przypisuje mu się wynalezienie zegara słonecznego oraz modelu sfer planetarnych. Zasada bytu według Anaksymandra wiąże się nierozerwalnie z ruchem spiralnym.
Z prac Anaksymandra pochodzi pierwsze zachowane greckie zdanie napisane prozą naukową.